# فرانسيسكو لاتشوسكي
فرانسيسكو لاتشوسكي (بالإنجليزية: Francisco Lachowski)‏‏ (مواليد 14 مارس 1991) عارض أزياء برازيلي.

## حياته الشخصية
ولد فرانسيسكو في كوريتيبا ونشأ في فوز دو إيغواسو، البرازيل حتى الثامنة من عمره ينحذر من والد له جذور بولندية-برازيلية، ووالدة لديها جذور ألمانية و‌برتغالية. حاليًا هو متزوج بعارضة الأزياء الفرنسية-الكندية جيسين غريفل بِلاند، وأنجبا ابنهم الذي أطلقا عليه اسم ميلو (ولد في 25 مارس 2013).

## الحياة المهنية
لاتشوسكي بدأ مسيرته المهنية في السابعة عشر من عمره، ففي سنة 2008 فاز بمسابقة «سوبر مودل العالم» (سوبر مودل فورد للعام) بسان باولو، والتي منحته عقدًا مع عارضي فورد. سنة 2009، قام بعرض الأزياء لأول مرة على المنصة في ميلانو و‌باريس، وأدى عرضه لمصممين أمثال غوتشي، و‌ديور للرجال.
فرانسيسكو هو واحد من أفضل 50 عارض من الذكور بحسب "Models.com".
ومشى لاتشوسكي في عدد من عروض الأزياء ضمت فيرزاتشي، دولتشي أند غابانا، دين ودان كاتن، غوتشي، روبرتو كافالي، تييري موغلر، أرماني، لوريال، والعديد من افتتاحيات عروض أزياء مثل ارمانو شيرفينو. إلى ذلك، فقد ظهر فرانسيسكو على أغلفة مجلات عدة منها فانيتي تين، هوم إسانشل، كاربون كوبي، ميد إن برازيل، وكيوس. إلى جانب هذا فقد ظهر في افتتاحيات مجلات أزياء راقية مثل مجلة جي كيو، في، مجلة فوغ، وإف إتش إم.
تبثت شعبية لاتشوسكي في حملات جينز دكني، لاكوست، أرماني إكسشينج، إيترو، ديور، دين ودان كاتن، و‌مافي جينز التركية.
في سنة 2013، كان فرانسيسكو بالمرتبة الخامسة في قائمة «أكثر عارضي أزياء دوّرت منشوراتهم» على تمبلر.

## روابط خارجية
- فرانسيسكو لاتشوسكي على موقع IMDb (الإنجليزية)